# Du hast
"Du hast" é uma canção da banda alemã de metal industrial Rammstein. A música é uma das mais conhecidas no mundo, tendo sido incluída em um dos álbuns de trilha sonora do filme Matrix e amplamente difundida pela MTV.

## Letra
A letra gira em torno de um compromisso de casamento. O refrão (Willst du, bis der Tod euch scheidet, treu ihr sein für alle Tage?) pode ser traduzido como "você quer ser fiel a ela todos os dias, até que a morte os separe?". Ao invés de responder "sim", ouve-se um "não" (nein). Finalmente, é dito que "você me fez a pergunta, e eu não respondí" (Du hast mich gefragt, und ich hab nichts gesagt).
Existe uma outra versão para a música, com o refrão e os três primeiros versos em inglês — entretanto, não se trata de uma tradução, é uma outra letra que foi encaixada no lugar da original em alemão.

## Faixas

### Versão de 1997
Todas as faixas escritas e compostas por Rammstein. 
| N.º            | Título                              | Duração |  |
| 1.             | "Du hast"                           | 3:54    |  |
| 2.             | "Bück dich"                         | 3:21    |  |
| 3.             | "Du hast" (Remix por Jacob Hellner) | 6:44    |  |
| 4.             | "Du hast" (Remix por Clawfinger)    | 5:23    |  |
| Duração total: | Duração total:                      | 19:22   |  |

### Versão de 2023
| N.º            | Título                     | Duração |  |
| 1.             | "Du hast"                  | 3:54    |  |
| 2.             | "Spiel mit mir (2023 Mix)" | 4:46    |  |
| Duração total: | Duração total:             | 9:08    |  |

## Histórico de lançamento
| Região         | Data                | Formatos                   | Gravadora                      | Número no catálogo | Ref.  |
| -------------- | ------------------- | -------------------------- | ------------------------------ | ------------------ | ----- |
| União Europeia | 21 de julho de 1997 | CD                         | Motor Music                    | 571 211-2          | [ 2 ] |
| Mundo          | 12 de maio de 2023  | Streaming Download digital | Universal Music Vertigo Berlin | —                  | —     |
| União Europeia | 17 de maio de 2023  | 7-inch                     | Universal Music Vertigo Berlin | 0602455402318      | [ 3 ] |

## Desempenho nos Charts
| Parada (1997)                                    | Posição |
| ------------------------------------------------ | ------- |
| Austrália (ARIA)                                 | 97      |
| Áustria (Ö3 Austria Top 40)                      | 10      |
| Canadá (Alternative 30 - RPM)                    | 2       |
| Alemanha (Media Control AG)                      | 5       |
| Suíça (Schweizer Hitparade)                      | 33      |
| Reino Unido (The Official Charts Company)        | 186     |
| Estados Unidos Mainstream Rock Songs (Billboard) | 20      |